# Лэнгфорд, Ромео
Ромео Джеймс Лэнгфорд (англ. Romeo James Langford; род. 25 октября 1999, Нью-Олбани, Индиана) — американский профессиональный баскетболист, выступающий за клуб «Солт-Лейк-Сити Старз». Играет на позиции атакующего защитника и лёгкого форварда. Был выбран на драфте НБА 2019 года под 14-м номером.

## Профессиональная карьера
Лэнгфорд был выбран на драфте НБА 2019 года под 14-м номером клубом «Бостон Селтикс». 11 июля 2019 года Лэнгфорд подписал контракт с «Селтикс». Лэнгфорд дебютировал в НБА, выйдя на 14 секунд, в матче против «Милуоки Бакс». Во втором матче за фарм-клуб в Джи-Лиге «Мэн Ред Клоз» Лэнгфорд подвернул лодыжку и выбыл из игры на 2 недели.

### Сан-Антонио Спёрс (2022-2023)
10 февраля 2022 года Лэнгфорд был обменян в «Сан-Антонио Спёрс» вместе с Джошем Ричардсоном на Деррика Уайта.

## Статистика

### Статистика в НБА
| Сезон                                                                                    | Команда | Регулярный сезон | Регулярный сезон | Регулярный сезон | Регулярный сезон | Регулярный сезон | Регулярный сезон | Регулярный сезон | Регулярный сезон | Регулярный сезон | Регулярный сезон | Регулярный сезон | Серия плей-офф | Серия плей-офф | Серия плей-офф | Серия плей-офф | Серия плей-офф | Серия плей-офф | Серия плей-офф | Серия плей-офф | Серия плей-офф | Серия плей-офф | Серия плей-офф |
| Сезон                                                                                    | Команда | GP               | GS               | MPG              | FG%              | 3P%              | FT%              | RPG              | APG              | SPG              | BPG              | PPG              | GP             | GS             | MPG            | FG%            | 3P%            | FT%            | RPG            | APG            | SPG            | BPG            | PPG            |
| ---------------------------------------------------------------------------------------- | ------- | ---------------- | ---------------- | ---------------- | ---------------- | ---------------- | ---------------- | ---------------- | ---------------- | ---------------- | ---------------- | ---------------- | -------------- | -------------- | -------------- | -------------- | -------------- | -------------- | -------------- | -------------- | -------------- | -------------- | -------------- |
| 2019/20                                                                                  | Бостон  | 32               | 2                | 11,6             | 35,0             | 18,5             | 72,0             | 1,3              | 0,4              | 0,3              | 0,3              | 2,5              | 7              | 0              | 6,5            | 40,0           | 50,0           | 50,0           | 0,4            | 0,3            | 0,1            | 0,0            | 1,4            |
| 2020/21                                                                                  | Бостон  | 18               | 4                | 15,7             | 35,6             | 27,8             | 75,0             | 1,9              | 0,7              | 0,3              | 0,3              | 3,1              | 4              | 2              | 27,3           | 40,6           | 35,3           | 100            | 2,5            | 1,3            | 0,8            | 0,5            | 9,0            |
| 2021/22                                                                                  | Бостон  | 44               | 5                | 16,5             | 42,9             | 34,9             | 58,8             | 2,4              | 0,4              | 0,5              | 0,4              | 4,7              | Не участвовал  | Не участвовал  | Не участвовал  | Не участвовал  | Не участвовал  | Не участвовал  | Не участвовал  | Не участвовал  | Не участвовал  | Не участвовал  | Не участвовал  |
|                                                                                          | Всего   | 94               | 11               | 14,7             | 39,6             | 30,5             | 66,2             | 1,9              | 0,5              | 0,4              | 0,3              | 3,6              | 11             | 2              | 14,1           | 40,5           | 36,8           | 83,3           | 1,2            | 0,6            | 0,4            | 0,2            | 4,2            |
| Наведите курсор мыши на аббревиатуры в заголовке таблицы, чтобы прочесть их расшифровку. |         |                  |                  |                  |                  |                  |                  |                  |                  |                  |                  |                  |                |                |                |                |                |                |                |                |                |                |                |

### Статистика в Джи-Лиге
| Сезон                                                                                    | Команда      | Регулярный сезон | Регулярный сезон | Регулярный сезон | Регулярный сезон | Регулярный сезон | Регулярный сезон | Регулярный сезон | Регулярный сезон | Регулярный сезон | Регулярный сезон | Регулярный сезон | Серия плей-офф | Серия плей-офф | Серия плей-офф | Серия плей-офф | Серия плей-офф | Серия плей-офф | Серия плей-офф | Серия плей-офф | Серия плей-офф | Серия плей-офф | Серия плей-офф |
| Сезон                                                                                    | Команда      | GP               | GS               | MPG              | FG%              | 3P%              | FT%              | RPG              | APG              | SPG              | BPG              | PPG              | GP             | GS             | MPG            | FG%            | 3P%            | FT%            | RPG            | APG            | SPG            | BPG            | PPG            |
| ---------------------------------------------------------------------------------------- | ------------ | ---------------- | ---------------- | ---------------- | ---------------- | ---------------- | ---------------- | ---------------- | ---------------- | ---------------- | ---------------- | ---------------- | -------------- | -------------- | -------------- | -------------- | -------------- | -------------- | -------------- | -------------- | -------------- | -------------- | -------------- |
| 2019/20                                                                                  | Мэн Ред Клоз | 7                | 4                | 23,8             | 43,1             | 21,7             | 80,0             | 2,7              | 1,4              | 0,4              | 1,6              | 10,6             | Не участвовал  | Не участвовал  | Не участвовал  | Не участвовал  | Не участвовал  | Не участвовал  | Не участвовал  | Не участвовал  | Не участвовал  | Не участвовал  | Не участвовал  |
|                                                                                          | Всего        | 7                | 4                | 23,8             | 43,1             | 21,7             | 80,0             | 2,7              | 1,4              | 0,4              | 1,6              | 10,6             | Не участвовал  | Не участвовал  | Не участвовал  | Не участвовал  | Не участвовал  | Не участвовал  | Не участвовал  | Не участвовал  | Не участвовал  | Не участвовал  | Не участвовал  |
| Наведите курсор мыши на аббревиатуры в заголовке таблицы, чтобы прочесть их расшифровку. |              |                  |                  |                  |                  |                  |                  |                  |                  |                  |                  |                  |                |                |                |                |                |                |                |                |                |                |                |

### Статистика в колледже
| Сезон                                                                                   | Команда | GP | GS | MPG  | FG%  | 3P%  | FT%  | RPG | APG | SPG | BPG | PPG  |  |
| --------------------------------------------------------------------------------------- | ------- | -- | -- | ---- | ---- | ---- | ---- | --- | --- | --- | --- | ---- |  |
| 2018/19                                                                                 | Индиана | 32 | 32 | 34,1 | 44,8 | 27,2 | 72,2 | 5,4 | 2,3 | 0,8 | 0,8 | 16,5 |  |
|                                                                                         | Всего   | 32 | 32 | 34,1 | 44,8 | 27,2 | 72,2 | 5,4 | 2,3 | 0,8 | 0,8 | 16,5 |  |
| Наведите курсор мыши на аббревиатуры в заголовке таблицы, чтобы прочесть их расшифровку |         |    |    |      |      |      |      |     |     |     |     |      |  |